# Parafia Matki Bożej Nieustającej Pomocy w Maniach
Parafia Matki Bożej Nieustającej Pomocy w Maniach – parafia rzymskokatolicka w Maniach.
Parafia została erygowana w 1985. Kościół parafialny wybudowano staraniem księdza Infułata Kazimierza Korszniewicza w latach 1983–1985, w stylu współczesnym.
Wsie znajdujące się na terenie parafii:
- Manie (313)
- Koszeliki (117-2 km)
- Przyłuki (13-3 km)
- Rogoźnica Nowa (296-1 km)
- Rogoźnica Stara (141-3 km)
- Rogoźnica-Kolonia (106-5 km)
- Rogoźniczka (188-6 km)
- Zasiadki (235-3 km)
- Zaścianki (121-3 km)
- Zawadki (98-4 km).